# Explorers Cove
Die Explorers Cove (englisch für Forscherbucht) ist eine Bucht an der Scott-Küste des ostantarktischen Viktorialands. Sie liegt am nordwestlichen Kopfende des New Harbour am McMurdo-Sund.
Das US-amerikanische Advisory Committee on Antarctic Names benannte sie 1976 in Anerkennung der zahlreichen Forscher, die in der Umgebung der Bucht tätig waren.